# Roger Maes
Roger Maes est un joueur français de football qui évoluait au poste de gardien de but.
Il était né le 5 novembre 1920 à Tourcoing où il est mort le 1er mars 1984.

## Biographie
Il fait partie de l'effectif du CO Roubaix-Tourcoing champion de France 1946-47. Il ne joue durant cette saison qu'un seul match, barré par l'international tricolore Julien Darui.
La saison suivante, il part alors pour les Girondins de Bordeaux, où il reste deux saisons (pour au total 22 rencontres disputées). Il subit là également une rude concurrence avec Christian Villenave et Gustave Depoorter. Il part alors rejoindre le club du FC Talence.

## Palmarès
CO Roubaix-Tourcoing
- Championnat de France (1) :
  - Champion : 1946-47.